# 弗雷古维尔
弗雷古维尔（法語：Frégouville，法語發音：[fʁeɡuvil]）是法国热尔省的一个市镇，属于欧什区。

## 地理
弗雷古维尔（43°35'20"N, 0°57'15"E）面积12.32 平方千米，位于法国奧克西塔尼大區热尔省，该省份为法国西南部内陆省份，北起顺时针与洛特-加龙省、塔恩-加龙省、上加龙省、上比利牛斯省、大西洋比利牛斯省和朗德省接壤。
与弗雷古维尔接壤的市镇（或旧市镇、城区）包括：蒙费朗萨韦斯、卡斯蒂永萨韦斯、日斯卡罗、拉阿斯、马雷斯坦、莫朗、努瓦扬。

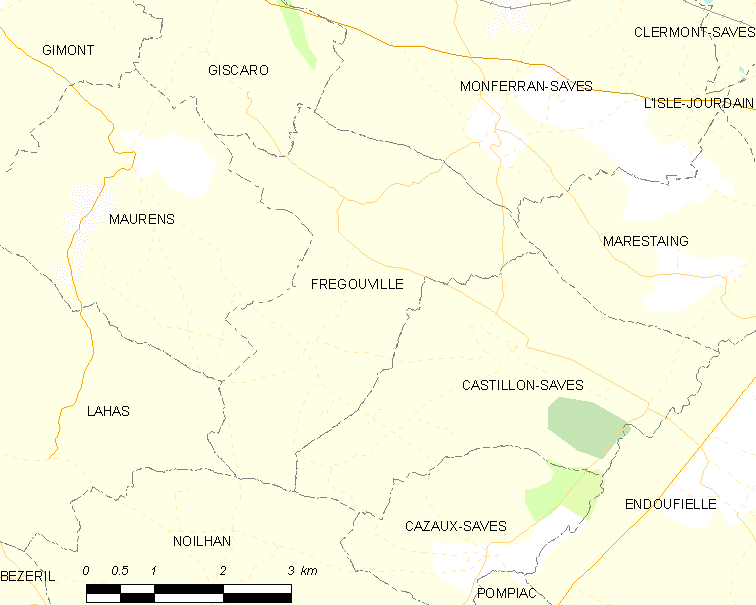
弗雷古维尔的OSM定位图

弗雷古维尔的时区为UTC+01:00、UTC+02:00（夏令时）。

## 行政
弗雷古维尔的邮政编码为32490，INSEE市镇编码为32134。

## 政治
弗雷古维尔所属的省级选区为利勒茹尔丹县。

## 人口

1962-2008年间弗雷古维尔人口变化图示

弗雷古维尔于2022年1月1日时的人口数量为359人。